# 後藤宏行 (哲学者)
後藤 宏行（ごとう ひろゆき、1931年1月2日 - 1989年1月27日）は、日本の哲学・社会学者。思想の科学研究会で活躍した。マス・ローグを研究。

## 経歴
兵庫県神戸市生まれ。兵庫県第二神戸中学校（神戸二中、現在の兵庫県立兵庫高等学校）在学中に疎開し、少年期を父親の出身地である大分県大野郡朝地町（現、豊後大野市）で過ごす。大分県立竹田高等学校卒。高校の同級生に花園大学名誉教授小野信爾が、1級下に慶應義塾普通部から疎開してきていた安東伸介がいる。高校の先輩である茅野良男に憧れて、東大で哲学を学ぼうと思い、進学先を決める。1953年東京大学文学部倫理学科卒。古川哲史が指導教官。学科の同期に上妻精、俵孝太郎、谷嶋喬四郎がいる。
駒場時代からの親友で哲学科に進んだ魚津郁夫と思想の科学研究会に入る。同研究会で鶴見俊輔、久野収らの薫陶を受ける。久野の紹介で『陥没の世代』（中央公論社、1957年）を著す。同書の「序文」は久野によるもの。この本の実感主義は、同じく思想の科学研究会メンバーだった、加藤秀俊著『中間文化』（平凡社 1957年）とあわせて、江藤淳から「奴隷の思想」と批判された。思想の科学研究会で共同研究「転向」等に携わる。「転向」では柳田謙十郎ら京都学派右派に着目するが、三木清、中井正一など京都学派左派の思想をその後は追う。
二松学舎大学非常勤講師等を経て、1964年名古屋学院大学経済学部専任講師（社会学）。1968年ボルドー大学比較文化研究所へ留学。ロベール・エスカルピが受け入れ教員。1973年名古屋学院大学教授。マス・ローグを研究する。
思想の科学研究会事務局長・会長代行を歴任。1989年1月27日結腸穿（せん）孔性腹膜炎にて、横浜栄共済病院で死去。58歳。
経済思想史研究者で近畿大学元教授の後藤文利は兄。環境社会学会初代会長で東京都立大学 (1949-2011)（現在の首都大学東京）元教授の飯島伸子は従姉妹。妻の後藤喜美子（旧姓・稲葉）は岐阜県立女子医学専門学校（現在の岐阜大学医学部）出身の元医師。筑波大学教授の後藤嘉宏は息子。

## 著書
- 『陥没の世代 戦後派の自己主張』 中央公論社、1957
- 『大衆社会論序説』 思想の科学社、1966, https://dl.ndl.go.jp/info:ndljp/pid/3024784
- 『生育への発想 お伽的世界の記録』 富士書院、1967、富士新書, https://dl.ndl.go.jp/info:ndljp/pid/3041099
- 『転向と伝統思想 昭和史の中の親鸞と西鶴』 思想の科学社、1977.8
- 『女人成仏への開眼 おみくじ大師良源の物語』 毎日新聞社、1984.10
- 『「語り口」の文化史 』晃洋書房、1989.3、名古屋学院大学産業科学研究所研究叢書

## 翻訳
- 『バートランド・ラッセル著作集 第8.結婚論』 みすず書房、1959（しまねきよしと共訳）

## Web上の関連テキスト
- バートランド・ラッセル(著),後藤宏行・しまねきよし(訳)『結婚論』への訳者あとがき:みすず書房,1959年８月刊。252+iv pp